# Просіки
Про́сіки, — колишнє село в Україні, у Краснопільському районі Сумської області. Підпорядковувалось Краснопільській селищній раді.

## З історії
1876 року в Краснопіллі збудували новий храм Успіння Пресвятої Богородиці, до парафії входили Васюків, Гребельки, Гуляницький, Просіки, Савченків, Ступівка, Хмелівка.
16 жовтня 1941 року зайняте нацистськими військами. 1943 року нацисти зганяли жінок копати окопи під Високим та Просіками.
1979 року в селі проживало 60 людей. Дата зняття з обліку невідома.

## Географічне розташування
Село знаходилося на кордоні із Росією, за 1 км — село Високе. Поруч пролягає залізниця, станція Пушкарне — за 1 км.